# Leonor de Mascareñas
Leonor de Mascareñas (Almada, 24 de octubre de 1503 - Madrid, 20 de diciembre de 1584) fue una dama portuguesa que sirvió en las cortes portuguesa y española, llegando a ser aya de Felipe II y del malogrado príncipe don Carlos.

## Biografía
Nació en Almada, Portugal, hija de don Fernão Martins de Almada y de doña Isabel Pinheira. Habiéndose quedado huérfana de padres, tanto ella como su hermana Beatriz fueron llamadas a la corte lisboeta por el rey Manuel I para que sirviesen a su mujer, la reina doña María de Aragón, hija de los Reyes Católicos. Al morir esta princesa, el monarca portugués manda que pasen al servicio de sus hijas las infantas Isabel y Beatriz.
Las cortes portuguesa y española acordaron el matrimonio de la infanta Isabel con Carlos I, y Leonor fue elegida con otras damas portuguesas para trasladarse con Isabel a la corte española. Doña Isabel de Portugal murió en Madrid muy joven, en 1539, y el padre Jorge Pires de Figueiroa, habiendo cumplido su misión en la corte imperial, regresó a su país de origen, logrando la prestación en la Parroquia de Souto, muy codiciada en ese momento. El murió en 1544. 
En la corte española fue nombrada aya del entonces príncipe Felipe, puesto que desempeñará hasta 1535 en que la educación de este pasa a los hombres. Pasa en este momento a ser dama de las infantas Juana y María.
En 1545 es nombrada aya del príncipe don Carlos.
En 1563, tras negarle Felipe II el ingreso en un convento, funda en Madrid un convento de monjas franciscanas, el convento de Nuestra Señora de los Ángeles. En este convento moró Teresa de Jesús en sus estancias en Madrid.

## Descendencia
Leonor de Mascareñas tuvo una hija de Jorge Pires de Figueiroa, doña Maria de Morais de Mascarenhas, antepasada de doña Josefa Maria de Mascarenhas Figueiroa Borges, bautizada el 10 de junio de 1698, la hija heredera  de Manuel Borges Mascarenhas, Señor del Morgado do Souto, en Arrifana de Santa Maria (Vila da Feira), Portugal. El padre Jorge Pires de Figueiroa fue el primer rector de Souto. Fue uno de los capellanes privados de doña María de Aragón, segunda esposa del rey Manuel I de Portugal. Tras la muerte del soberano, entró al servicio de su hija, la infanta  doña Isabel de Portugal, esposa del emperador Carlos V, y se incorporó al séquito que la acompañó cuando partió hacia Castilla en 1525.